# Niconico大百科
Niconico大百科（日语：ニコニコ大百科）是大百科新聞社提供的線上百科全書。

## 簡介
版面是由文章和留言板組成。
編輯留言版需要登入帳戶才能執行，且編輯文章內容只能由高級會員操作，只有瀏覽的情況下不需要帳戶即可使用。

### 內容
使用者可以編輯與Niconico動畫相關的內容，以及發布對動畫的評論。